# Австралійська атестаційна комісія
Австралійська атестаційна комісія (англ. Australian Classification Board) — офіційний класифікаційний орган, який сформований урядом Австралії у 1970 році. З цього часу він займається класифікацією фільмів, відеоігор і публікацій, призначених для громадського показу, продажу або оренди в Австралії. Австралійська атестаційна комісія спочатку входила в Офіс класифікації фільмів і літератури, який був розпущений у 2006 році. Адміністративну підтримку Комісії тепер надає Департамент Генерального Прокурора. Рішення, прийняті Комісією, можуть розглядатися Австралійською класифікаційною наглядовою Радою.

## Організації
Атестаційна комісія — це затверджений законом орган, який виник на підставі Акта про Класифікації (Публікацій фільмів і комп'ютерних ігор [Архівовано 1 липня 2014 у Wayback Machine.]) від 1995 р [Архівовано 1 липня 2014 у Wayback Machine.]. Цей акт також забезпечує базис для Національного Класифікаційного Коду, від якого залежить прийняття рішень. Оскільки державний і територіальний уряди несуть відповідальність за здійснення цензури і можуть уникати або ігнорувати національну схему класифікації, якщо вони того побажають, то будь-які зміни в національній класифікаційній схемі повинні бути узгоджені всіма міністрами державної і територіальної цензури (зазвичай це генеральні прокурори). Незважаючи на це, у Південній Австралії все ще діє окрема Класифікаційна Рада, що може скасувати рішення національної класифікації в цьому штаті.
Атестаційна комісія сама по собі не піддає цензурі матеріал, вирізуючи з нього або роблячи якісь інші зміни. Однак вона в змозі фактично цензурувати медіа, відмовляючись від класифікації та видачі рейтингу, тим самим роблячи інформацію нелегальною для оренди, показу та імпорту в Австралію.

## Історія
У 1970 р. світ побачив новостворену систему рейтингів і федеральний орган під назвою Австралійська атестаційна комісія, створений для оцінки всіх фільмів (а пізніше, в 1994-му, і відеоігор), які приходять в Австралію. В перші роки існування системи виділяли чотири рейтинги: G — для «Загального показу»; NRC — «Не рекомендується для дітей»; M — для «Дорослої аудиторії»; і R — для «Обмеженого показу». Пізніше NRC став PG, а R — R18+, рейтинги G і M збереглися.
У 1993 р. ААК ввела нову оцінку MA15+, щоб заповнити проміжок між M і R18+, за скарги на такі фільми, як «Мовчання ягнят», які були дуже жорсткими для рейтингу M (не рекомендується для юної аудиторії, хоча перегляд дозволяється в будь-якому віці), але водночас не так вже сильно впливають на глядача, щоб дати оцінку R18+ (від 18 і старше).
У 1994 р. відбулося введення Офісу класифікації фільмів і літератури (Office of Film and Literature Classification). Office of Film and Literature Classification був вище Австралійської атестаційної комісії. У 2005 р. Office of Film and Literature Classification був розпущений, а Австралійська атестаційна комісія передана Департаменту Генерального прокурора.
Щодо матеріалу, який показують по телебаченню, є певні обмеження стосовно класифікації програм у вільному ТБ. Програми з категорії P (дошкільнята) і C (діти) головним чином йдуть вранці й опівдні, коли їх можуть дивитися юні глядачі. Передачі, що потрапили під категорії від G до PG, можна показувати в будь-який час протягом дня (програми з рейтингом PG виходять в ефір після 9 вечора). Хоча раніше PG-передачі можна було показувати тільки в проміжки між 21:00 і 3:00 у будній день і після 19:30 в будь-який вихідний до 6 години наступного ранку. Програми з категорії М можна показувати лише протягом 00:00-3:00 ночі, за винятком періоду шкільних канікул в Новому Південному Уельсі, і після 20:30 у будь-який вихідний до 5 годин наступного ранку. І нарешті, передачі з рейтингом МА15+ не можна показувати в будні дні і до 21:00 у будь-який вихідний до 4 годин наступного ранку.

## Класифікація фільмів і відеоігор

### Ознайомлення
Всі рейтинги представлені нижче винятково для ознайомлення — вони не вводять юридичних обмежень для доступу до розповсюдження будь-якого матеріалу.
E (Звільнено від класифікації) — тільки дуже специфічні типи матеріалу (включаючи освітні матеріали і твори мистецтва) можуть бути звільнені від класифікації, і матеріал не може містити нічого, що може призвести до оцінки М або вище. Присудження звільнення може бути визначене дистриб'ютором або експонентом (з самооцінкою) без необхідності представляти продукт в Атестаційну комісію для сертифікації. Фільми, оцінені як звільненні, не можуть використовувати офіційне маркування, хоча рекомендується, щоб фільми і відеоігри, оцінені як звільнені, мали напис: «Цей фільм/комп'ютерна гра звільнений(а) від класифікації». Це означає, що вибраному матеріалу неможливо дати рейтинг.
G (Загальний показ) — фільми і комп'ютерні ігри, призначені для загальної аудиторії.
Зміст дуже помірний у своєму впливі на глядача. Загрози чи насильство мають мінімальні наслідки, у зображеному контексті мусять бути виправдані. Сексуальна активність, що зображається чи мається на увазі, м'яка чи завуальована. Лайливі слова м'які та виправдані в контексті застосування. Вживання наркотиків завуальоване чи виправдане в контексті застосування. Оголеність виправдана в контексті застосування.
Ця оцінка еквівалентна рейтингам G у MPAA і U у BBFC.
PG (Рекомендується присутність батьків) — фільми і комп'ютерні ігри містять матеріал, який може збентежити або засмутити молодших глядачів.
Зміст помірний у своєму впливі. Насильство в зображеному контексті легке та рідкісне. Сексуальна активність, що зображається чи мається на увазі, м'яка чи завуальована, не допускається сексуальне насильство в будь-якій формі. Лайливі слова м'які, рідкісні та виправдані в контексті застосування. Вживання наркотиків виправдане в контексті застосування. Оголеність виправдана в контексті застосування.
Еквівалент рейтингу PG у MPAA і BBFC.
M (Рекомендується для дорослої аудиторії) — фільми і комп'ютерні ігри містять матеріал, що вимагає зрілого погляду на речі, але все ж таки недостатньо сильний для юних глядачів.
Зміст має середній вплив. Насильство помірне та виправдане. Сексуальна активність мається на увазі та виправдана, сексуальне насильство мінімальне. Агресивна мова та сильні лайливі слова рідкісні та виправдані в контексті застосування. Вживання наркотиків виправдане в контексті застосування. Оголеність виправдана в контексті застосування.
Еквівалент рейтингам PG-13 у MPAA і 12A/12 у BBFC.

### Обмежене
На відміну від вищевикладеного, наступні класифікації юридично обмежені, тобто продаж чи показ таких матеріалів людині молодше відповідного вікового ліміту є порушенням закону.
MA15+ (Тільки в супроводі дорослих) — зміст вважається невідповідним для показу підліткам молодше 15 років. Люди, молодші цього віку, можуть легально придбати або показати контент з рейтингом MA15+ тільки під наглядом дорослого опікуна. Це юридично обмежена категорія.
Зміст має сильний вплив. Рідкісне реалістичне насильство, що виправдане в контексті застосування. Стилізоване насильство вимагає детального пояснення. Сильне нереалістичне насильство допускається, має бути рідкісними і виправданим. Сексуальне насильство допускається, якщо воно рідкісне, не є безпричинним і не є сексуальною експлуатацією. Сексуальна активність мається на увазі або симулюється. Оголеність допускається, проте не повинна експлуатуватися. Лякаючі або напружені сцени не повинні бути обурливими. Агресивна мова та сильні лайливі слова не повинні експлуатуватися. Вживання наркотиків допускається, але не у формі пропаганди.
Еквівалент рейтингам R у MPAA і 15 у BBFC.
, , ,  і  — поточні оцінки для ігор. Ігри, яким не можна давати дорослі рейтинги або яким відмовляють у Класифікації, не можна продавати. Ігри, яким відмовили у класифікації, можуть бути відредаговані і повторно представлені своїми розробниками, щоб отримати оцінку MA15+. Особам до 15 років не дозволяється купувати або брати в прокат фільми або відеоігри з категорії MA15+, якщо їх не супроводжує дорослий або дорослий опікун.
R18+ (Обмежено) — особи молодше 18 років не можуть купувати, брати напрокат і показувати ці фільми.
Зміст має дуже сильний вплив. Допускається виразне насильство, але воно не повинно бути безпричинним, експлуататорським, обурливим для тверезо мислячої людини. Сексуальне насильство допускається, якщо необхідне для оповіді, але не повинно експлуатуватися та містити детального зображення. Сексуальна активність може реалістично симулюватися, але не повинна бути зображенням реальної. Вживання наркотиків допускається, проте не повинно виправдовуватися чи заохочуватися. У відеоіграх наркотики не повинні слугувати стимулами чи винагородами. Оголеність не повинна зображувати очевидного генітального контакту. Вживання лайливих слів потенційно необмежене.
Еквівалент рейтингам NC-17 у MPAA і 18 у BBFC.
X18+ (Обмежено) — особи молодше 18 років не можуть купувати, брати напрокат і показувати ці фільми.
Це оцінка належить тільки до порнографічного/реалістичного сексуального контенту. Фільми під категорією X18+ (Обмежено) забороняється продавати і брати в прокат у всіх австралійських штатах. Легально вони доступні лише на двох національних територіях, а саме АСТ і Північна територія. Проте імпорт матеріалу з рейтингом X18+ з цих територій в інші штати не порушує закон.
Еквівалент рейтингу R18 у BBFC.
RC (Відмова в Класифікації) 
Фільмам, які дуже сильно впливають на аудиторію і/або містять будь-який тип насильства разом зі статевими зносинами, OFLC дає Відмову в Класифікації. Фільми, яким можна Відмовити в Класифікації, включають контент, який: описує, висловлює або якосьі інакше стосується сексу, зловживання або залежності від наркотиків, злочинності, жорстокості, насильства або мерзенних і огидних явищ таким чином, що вони порушують стандарти етики, пристойності і порядності, загальноприйняті розумними дорослими, до такої міри, що їх не можна внести до якоїсь категорії. Містить такі описи, які, ймовірно, можуть образити тверезо мислячого дорослого і неповнолітнього молодше 18 років (який веде активне чи ні сексуальне життя). Заохочує, підбурює або навчає криміналу або насильства.
Класифікація примусова, і фільми з рейтингом «Відмовлено в Класифікації від OFLC» забороняється продавати, брати напрокат і показувати в громадському місці. За порушення чекає максимальний штраф $275000 і/або 10 років в'язниці. Однак закон не забороняє зберігати фільми без рейтингу, якщо вони не містять нелегальний контент (наприклад, дитячу порнографію).

## Літературний рейтинг
— Необмежена
 — Необмежена — Доросле — не рекомендується для читачів молодших 15 років.
 — Обмежена Категорія 1 — недоступно для осіб молодше 18 років.
 — Обмежена Категорія 2 — порнографічний натуралізм. 
Література повинна бути класифікована, тільки якщо вона містить що-небудь, що підпадає під Категорію 1 або вище. Будь-яка класифікована література, яка не належить до жодної з вищезазначених категорій, оцінюється як Відмовлено в Класифікації (Заборонене). Ці рейтинги рідко з'являються на книгах. 

## Учасники
Постійні члени Атестаційної комісії на поточний момент часу:
- Дональд Макдональд (Директор)
- Джеремі Фентон (Старший Класифікатор)
- Джорджина Дріден
- Грег Скотт
- Аманда Апель
- Захід Гемілдін
- Моя Глессон
- Шерідан Трэйс